# Vendresse British Cemetery
Vendresse British Cemetery is een Britse militaire begraafplaats met gesneuvelden uit de Eerste Wereldoorlog, gelegen in het Franse dorp Vendresse-Beaulne (departement Aisne). De begraafplaats werd ontworpen door Edwin Lutyens en ligt langs de weg naar Chamouille op 475 meter ten noorden van het dorpscentrum (gemeentehuis). Het terrein heeft de vorm van een parallellogram met een oppervlakte van 2.188 m² en wordt aan drie zijden begrensd door een lage natuurstenen muur. Aan de straatzijde is er geen afbakening maar een kleine talud omdat het terrein iets hoger ligt dan het straatniveau. Hier staat het Cross of Sacrifice centraal tussen twee opgaande trappen (negen treden) en twee natuurstenen bloembakken. Achteraan de begraafplaats staat op dezelfde aslijn als het Cross een vierkantig schuilgebouw waarin een zitbank en het registerkastje is ondergebracht.
Er worden 702 gesneuvelden herdacht, waaronder 375 niet-geïdentificeerden.
De begraafplaats wordt onderhouden door de Commonwealth War Graves Commission. 

## Geschiedenis
In 1914 en 1918 was de omgeving van Vendresse en het gehucht Troyon het toneel van herhaalde en hevige gevechten waaraan Britse troepen deelnamen. De begraafplaats werd na de wapenstilstand gevormd door de concentratie van graven uit andere begraafplaatsen en van de omliggende slagvelden. De begraafplaatsen van waaruit ze werden verplaatst zijn of waren: Beaurieux French Military Cemetery (16 doden) in Beaurieux, Bourg-et-Comin French Military Cemeteries A and B (3 doden) in Bourg-et-Comin, Californe French Military Cemetery (1 dode) in Craonne, Cerny-en-Laonnois French National Cemetery (9 doden) en Cerny-en-Laonnois German Cemetery (59 doden) in Cerny-en-Laonnois, Chamouille German Cemetery (16 doden) in Chamouille, Chivy-les-Etouvelles German Cemeteries (vier Duitse begraafplaatsen van waaruit 13 doden werden overgebracht) in Chivy-lès-Étouvelles, Morieulois German Cemetery (7 doden) in Crepy-en-Laonnois, Moussy-sur-Aisne Churchyard (14 doden) in Moussy-Verneuil, Oeuilly Churchyard (4 doden) in Oeuilly, Troyon Churchyard (50 doden) in Troyon, Verneuil Chateau Military Cemetery (46 doden) en Verneuil Churchyard (1 dode) in Verneuil. 
Alle geïdentificeerde slachtoffers zijn Britten en stierven in 1914 of 1918. Voor drie slachtoffers werden Special Memorials opgericht omdat hun graven niet meer gelokaliseerd konden worden en men neemt aan dat ze onder naamloze grafzerken liggen. Vijftig slachtoffers die oorspronkelijk in andere begraafplaatsen werden begraven maar wier graven werden vernietigd door artillerievuur worden herdacht met twee Duhallow Blocks. Er zijn nog 37 grafzerken met namen van gesneuvelden en de vermelding Buried near this spot omdat hun precieze ligging niet meer kon achterhaald worden.

## Graven

### Onderscheiden militairen
- Ralph Hamer Husey, brigade-generaal bij de General Staff werd tweemaal onderscheiden met de Distinguished Service Order en eenmaal met het Military Cross (DSO and Bar, MC).
- James Albert Raymond Thomson, luitenant-kolonel bij het Yorkshire Regiment werd onderscheiden met de Distinguished Service Order (DSO).
- Francis W. Lyons, sergeant bij het Yorkshire Regiment werd onderscheiden met de Distinguished Conduct Medal (DCM).
- kapitein William Noel Jobson Moscrop (Durham Light Infantry) en de luitenants F.W. Sopwith en John Edward Langton Clarke (allebei dienend bij de Royal Field Artillery) werden onderscheiden met het Military Cross (MC).

### Minderjarige militair
- schutter F. Turk (King's Royal Rifle Corps) was 17 jaar toen hij op 30 september 1914 sneuvelde.